# 多摩モノレール通り
| 東京都道156号標識 | 東京都道503号標識 | 神奈川県道503号標識 | 東京都道149号標識 |

多摩モノレール通り（たまものれーるどおり）とは、東京都多摩市南野から日野市万願寺を経由して立川市柴崎へ至る延長約12 kmの道路である。東京都道路通称名No.150（平成26年告示）。多摩センター駅付近から立川市方面は全線で多摩モノレールの直下を走る。

## 概要
多摩地域を南北に縦断する幹線道路の一つである。
全線に亘って片側2車線分の幅員となっているが、一部区間では片側1車線での供用となっている。また、多摩南野交差点 - 多摩山王交差点（多摩ニュータウン通り交点）間は片側3車線で供用されている。なお、多摩南野交差点以南は町田市境付近まで片側2車線分の用地が確保されている（2025年3月現在）。
多摩モノレールの整備に先んじて少しずつ整備された路線である。都計道としては下記路線に属している。
多摩3・3・24、多摩3・3・23、八王子3・3・30、日野3・2・10、日野3・4・8及び支線1・支線2、日野3・4・12、立川3・3・27
全区間が都道となっている。各区間のデータに関しては下記の項目を参照のこと。
- 多摩南野交差点 - 多摩動物公園南交差点：東京都道156号町田日野線
- 多摩動物公園南交差点 - 甲州街道駅入口交差点：東京都道503号相模原立川線
- 甲州街道駅入口交差点 - 柴崎町三丁目交差点：東京都道149号立川日野線